# 津軽ラーメン

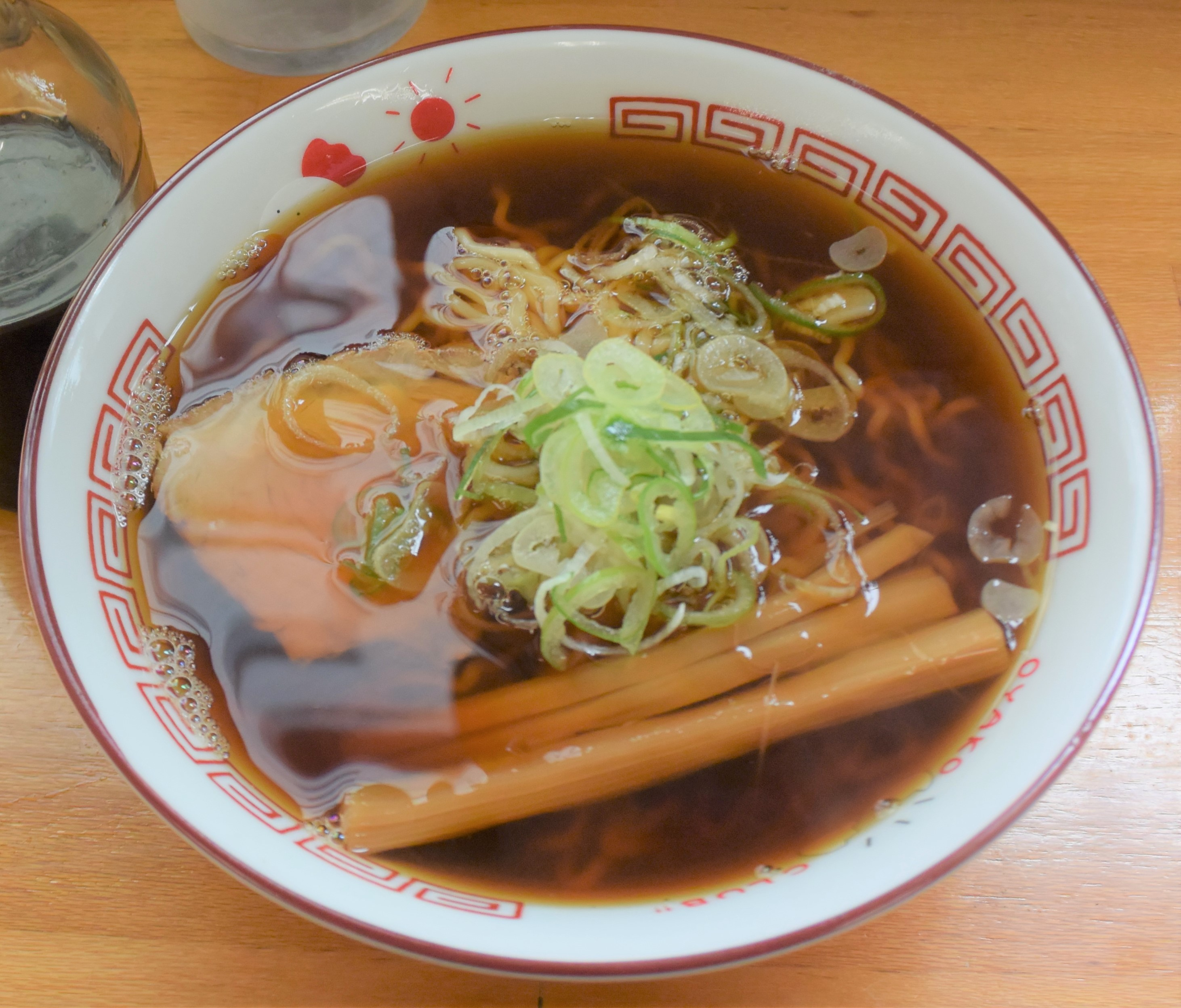
くどうラーメンのラーメン

津軽ラーメン（つがるラーメン）とは、青森県津軽地方などのラーメン店で提供されている魚介出汁（だし）のラーメンである。なお、提供しているラーメンの呼称としては、津軽そば、煮干ラーメンなども見られるが、本記事は津軽ラーメンとする。

## 歴史
日本におけるラーメンの起源は、明治末期まで遡るといわれているが、青森のラーメンも大変に古い歴史を持っている。
津川賢は、「青森市内にある明治35年創業の蕎麦屋入〆（いりしめ）では、昭和10年頃には支那そばが人気メニューだったそうです。もっと前からあったという可能性もありますけど。」と推測している。明治30年創業の蕎麦屋柿崎の五代目、柿崎浩幸が保管する店の古い写真資料からも遅くとも昭和20年頃には中華そばを出していたことが確認できる。

## ルーツ
津軽ラーメンのルーツは諸説ある。蕎麦屋で中華そばが出されていたことからもわかるように、津軽ラーメンのルーツはこの地方独特の津軽そばにあると言われている。
津川賢は、「津軽そばは、大豆をすりつぶした呉汁をつなぎにして打った蕎麦を煮置きし、焼干しを出汁にして食べるものです。この出汁に中華麺を入れたものが津軽ラーメンのルーツではないか。」という推論を津軽の老舗蕎麦屋や老舗食堂を取材したうえで導き出している。その後、津軽に多くあった蕎麦屋が中華そばを扱うようになり、現在の隆盛に至っている。この点に関し、津川賢は、「青森は昔から人口に対して製麺所が多いんです。もともと津軽そばを作っていたところが中華麺を作り出した。それで一気に中華そばが広まったそうです。」と述べている。そして、老舗の蕎麦屋でも、中華そばはいまだにそばと人気を二分するほど、蕎麦屋の中華が津軽には根付いている。

## 発祥時の特徴を残す店舗
発祥時の特徴を残す店舗はいくつか存在する。
- 三忠食堂（弘前市）：110年の歴史を誇る蕎麦屋食堂。スープは焼鯖干しと昆布出汁、チャーシューだれを合わせる。麺は細縮れ麺で、店主が子供の頃から同じ製法という自家製麺[4]である。
- 高長まるしげ（青森市）：麺はうどんよりちょっと細い位の中太縮れ麺で、量は1人前270グラムと普通のラーメン屋なら大盛りになるボリュームと、肉厚のあるチャーシューが占領しており、メニュー自体にチャーシュー麺が無い程、麺も肉もボリューム満点なところである。それを、ひらこ、片口鰯だけで取った、あっさりした出汁である[5][4]。
- 原食堂（青森市）：町の食堂として半世紀にわたり営業している。店主である葛原竜治は2代目。中華そばのほか、そば、カレー、丼ものなどメニューが豊富である。中華そばは、片口鰯の煮干し、昆布、トンコツ、鶏ガラで炊き出した王道系の津軽ラーメンである。野菜入りのラーメンにも力を入れている[5][4]。
- 緑屋（弘前市）：バランスの取れたマイルドなスープの中に魚のうまみが凝縮されたのが弘前系と言われ、緑屋はその正当のラーメン店である。スープは6時間かけて仕上げる、チャーシューは国産のロース肉、メンマは短冊から柔らかい所だけを取って使用している[4]。大崎裕史は、「…甘いスープも印象に残った。…」と述べている[6]。

## 潮流
上記の流れを受けて津軽ラーメンは、大きく分けると2つの潮流が生まれた。一つは煮干しや焼干しを生かした澄んだ醤油スープが特徴の王道系、もう一つが、弘前市のたかはし中華そばを源流とした濃厚魚介スープの濃厚煮干し系である。なお、後者を新津軽ラーメンとするなど、呼称は他にも見られるが、本記事では先の呼称とする。

### 王道系

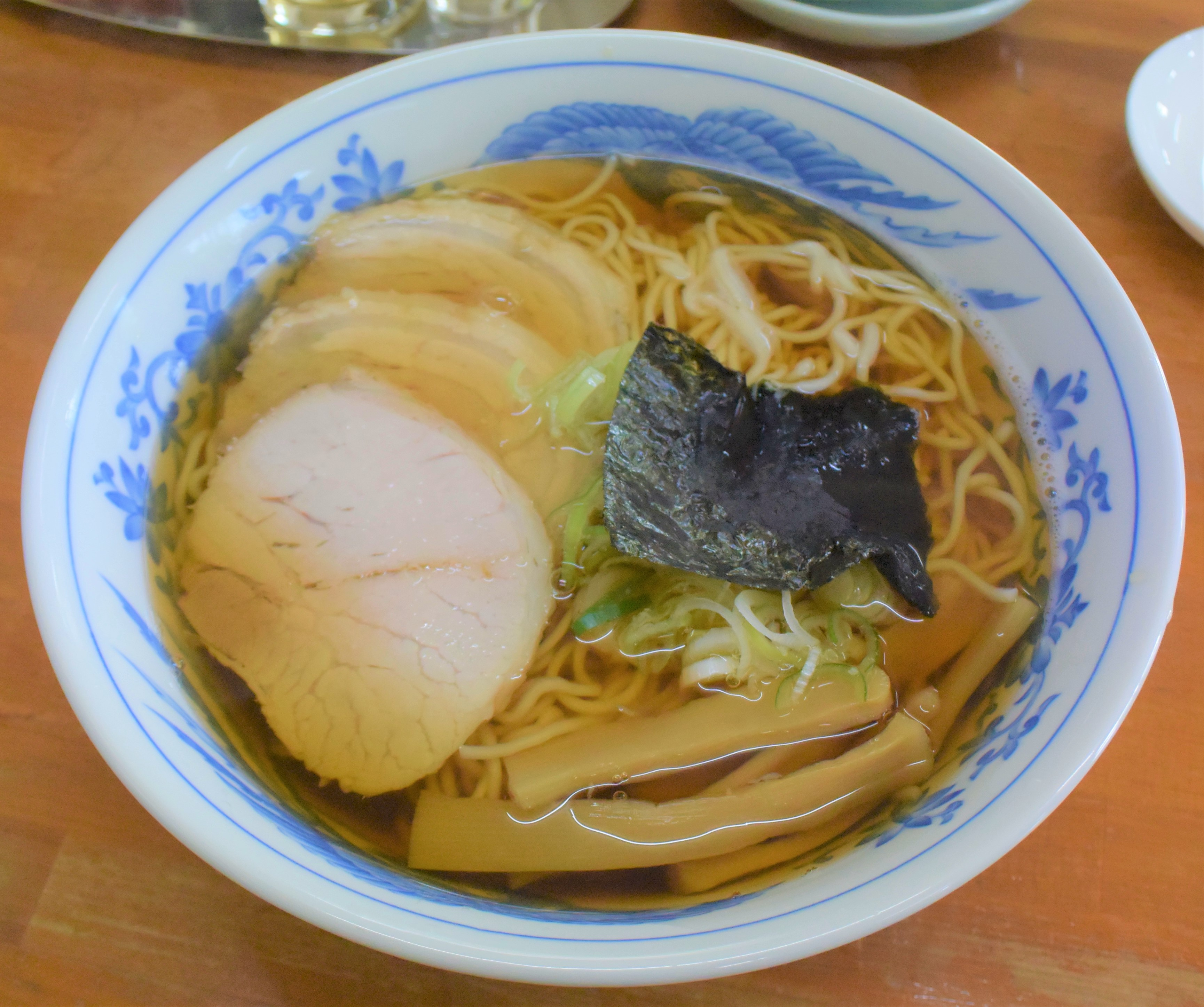
旬麺の焼干しらーめん

焼干しや煮干しから取った出汁のみの100％系と鶏ガラなど動物系と合わせた昔ながらのあっさり系がある。
- ひらご煮干し（マイワシ）と、青森県産の焼干しを使う。水と煮干しで丁寧に出汁を取る。焼干しで味に深みを出す。
麺[注 7]はさっぱりしたスープによく絡む細縮れ麺を使用。麺は歯応えが残る時間で茹で上げる。中太ストレート麺も相性が良い。
醤油だれを、丁寧に取った香豊かな出汁で割って澄んだスープに。具材はチャーシュー、メンマ、ネギのみとシンプルな店が多いのも特徴[4]。

王道系は、蕎麦屋発祥の焼干しラーメンを提供しているくどうラーメン（青森市）、うまみが深く届くぜいたく焼干しスープのラーメンを提供している旬麺（青森市）などが挙げられる。
- 大崎裕史は、「青森で…有名なラーメン店は…まる海である。…かなり煮干しの効いた醤油味だ。」[6]「…さっぱり系の代表…」と述べ、「…最近では朝8時から営業する[注 8]くどうラーメンが一番人気となっている。私も開店と同時に行ってみたが、朝から家族連れで賑わっている。（津軽ラーメンの）出汁の煮干しも、昔は焼干しが使われていたが、高価なために現在ではくどうラーメンのほか数軒でしか使われていない。」と述べている[1][注 9]。旬麺の焼干しらーめん

### 濃厚煮干し系

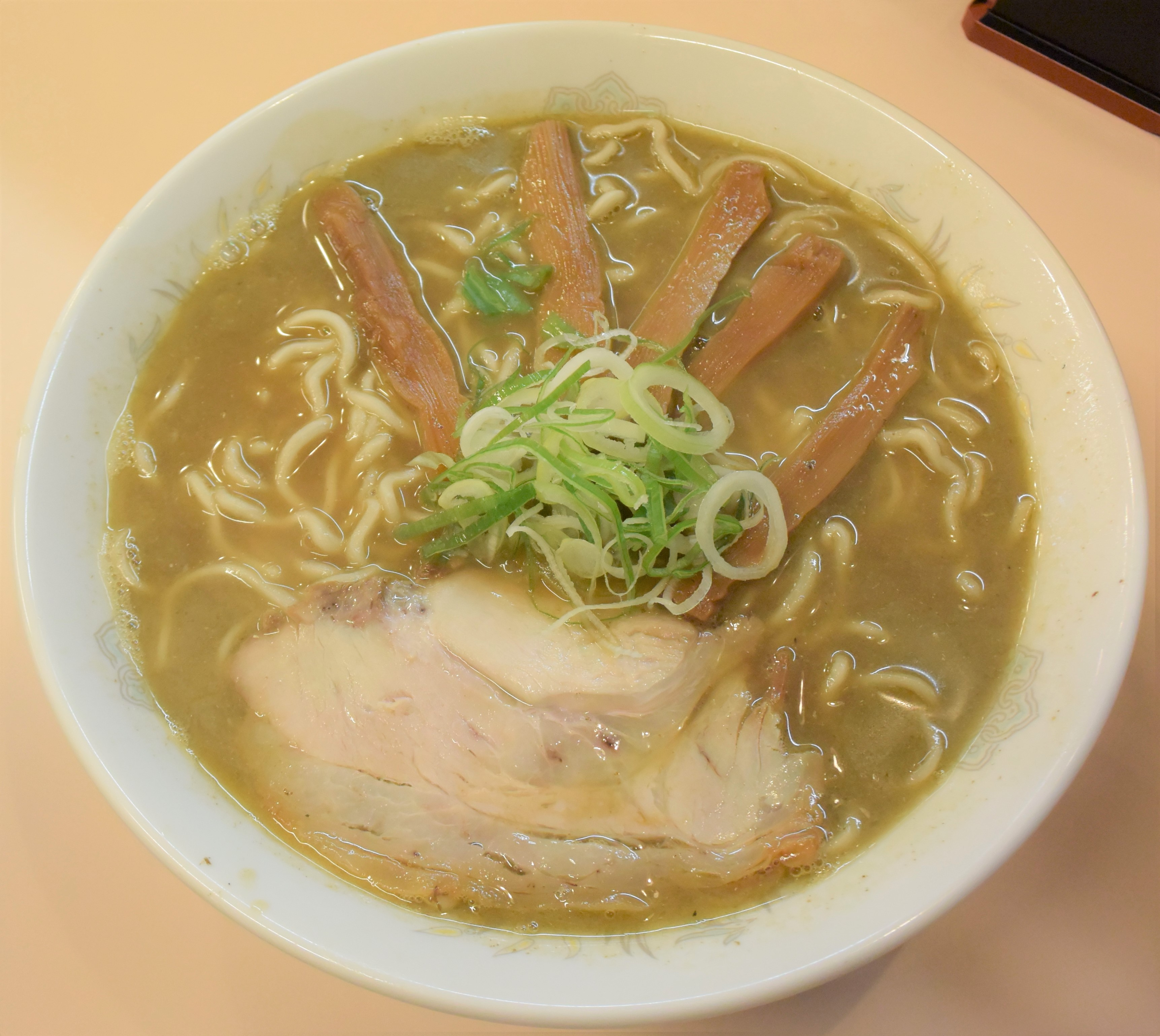
たかはし中華そばの中華そば

トンコツ、鶏ガラを煮出して作る白湯（パイタン）に、煮干しをたっぷり効かせた濃厚出汁を合わせた濃い口ラーメンである。
- 煮干しは3種類を使用。トンコツ、鶏ガラとも様々な部位を煮出して2日間かけて白湯に。3種類の煮干しを3日目に投入してさらに煮出す。どんどん濃厚になる。
麺は中太麺。裏メニューごくにぼ専用のさらに太い麺もある。モチモチ感が強く、スープの煮干しを邪魔しない無かんすい麺[1]。
3日間かけて作ったスープは白濁化する。醤油も専用のものを使う。具材はチャーシュー、メンマ、ネギが基本なのは王道系と共通（王道系と共に長尾中華そばの制作例）[4]。

濃厚煮干し系は、濃厚煮干し系の源流で独自の味で30年以上ラーメンを提供しているたかはし中華そば店（弘前市）、王道系と濃厚煮干し系の2本立てをメニューに初めて取り入れた初の店である長尾中華そばなどが挙げられる。

## 津軽ラーメンの影響
大塚裕史は、「五所川原市には、ラーメンテーマパーク津軽ラーメン街道がある。ここに出店した東京の店が、煮干しラーメンに影響され、首都圏に持ち帰って注目されている。その中で一番影響を受けたのはラーメン凪だろう。福岡出身の店主が青森の煮干しラーメンにはまってしまい、西新宿店ではトンコツから煮干しに変えてしまった。つけめんTETSU の新ブランドであるきみはんも煮干しが主張したラーメンを提供している。…ご当地ではないが、青森の煮干しラーメンの影響を受けた店も出て来ている。店主が青森出身の博多長浜らーめん田中商店 も、青森の味を東京の人に食べてもらいたいとつし馬（浅草）を出店してい（た（閉店））。」と述べている。
豚骨の熊本ラーメンを提供していた麺商人の店主は、青森旅行の際に食した津軽ラーメンに魅了される。その後、商品化すべく研究に勤しみ、2014年には煮干しに一本化し、現在に至る。

## その他
- 青森県（その他秋田県、北海道の一部）では、ラーメンのトッピングで、なるとではなく麩を入れているラーメン店（キンタ（弘前市）、出し屋五丈軒（青森市））がある[14]。
- 昭和26年に発表された「第一阿房列車（内田百閒）」では、青森駅での乗り継ぎの合間に立ち寄った食堂の「支那蕎麦」が「うまい」とする記述があり、当時はまだ津軽ラーメンとは呼称されていなかった模様[注 11]。